# 銅鑼交流道 (國道1號)
銅鑼交流道為臺灣國道一號的交流道，位於臺灣苗栗縣銅鑼鄉，指標為140k，往銅鑼科學園區方向的聯絡道路於2012年11月21號通車，往銅鑼市區方向的銅鑼灣大道於2017年10月27日通車。
|                | 140 銅鑼 | 銅鑼 銅鑼科學園區 | 銅鑼 銅鑼科學園區 |
| 臺灣客家文化館 | 140 銅鑼 |                   |                   |
| 銅鑼科學園區   | 140 銅鑼 |                   |                   |
| 銅鑼灣大道     | 不適用   |                   | 苗栗 台中         |

## 鄰近公路
- 台13線
- 縣道119號
- 苗82線

## 外部連結
- 國道一號銅鑼交流道示意圖 （页面存档备份，存于）（交通部高速公路局）